# João Pedrosa
João Nuno Pinto Pedrosa  (Porto, 31 de maio de 2000) é um jogador de voleibol de praia português medalhista de ouro no Campeonato Mundial Universitário de 2022 no Brasil.

## Carreira
A prática desportiva  surgiu por influência do seu pai, José Pedrosa que foi jogador de voleibol, e no mesmo ramo seu tio António Pedrosa. Iniciou no futebol, na posição de goleiro no Boavista, e durante o verão praticava o voleibol de praia, na Praia Pop, juntamente com amigos, ou para a praia da Rua 37, com seu pai, e ao passar dos anos o voleibol tornou-se prioridade, e aos 14 anos de idade ingressa na Académica de Espinho, sob orientação dos professores José Moreira e o Jorge Martins, e no voleibol indoor defendeu as categorias de base do SC de Espinho.
Em 2016 fazia dupla com Lidio Guedes e Afonso Reis competindo nos Campeonatos Europeus Sub-20 e Sub-18, respectivamente. A partir de 2017 passa a formar dupla com Hugo Campos, em 2019, estrearam no Circuito Mundial, no Torneio quatro estrelas de Espinho. Terminaram na quinta posição nos Jogos do Mediterrâneo de Praia de 2019.Em 2020, ao lado de Hugo Campos, foram campeões do Torneio de Inverno de Vôlei de Praia em Ourense.
No ano de 2021, com Hugo Campos, obteve a medalha de bronze no primeiro evento do Torneio uma estrela de Sófia e prata no segundo evento, também o vice-campeonato no Torneio uma estrela de Cortegaça.Ainda juntos, em 2022 obtiveram o vice-campeonato no Future de Cortegaça, e também conquistaram a medalha de bronze na edição do Campeonato Mundial Universitário de Voleibol de Praia de 2022 realizado em Maceió e terminaram na quarta posição no Challenge de Torquay.

## Títulos e resultados
- Challenge de Edmonton do Circuito Mundial de 2023
- Future de Cortegaça do Circuito Mundial de 2022
- 1* de Cortegaça do Circuito Mundial de 2021
- 1* de Sófia (II) do Circuito Mundial de 2021
- 1* de Sófia (I) do Circuito Mundial de 2021
- Challenge de Torquay do Circuito Mundial de 2022